# Schulte 9
 (septembre 2023).
Améliorez-le ou discutez des points à vérifier. 
Désignations
Schulte 9, également nommée Cygnus OB2-9 et HIP 101419, est une supergéante bleue située dans l'association d'étoiles Cygnus OB2, dans la constellation du Cygne. Elle a été découverte en 1950 par les astronomes Paul Willard Merrill et Cora Burwell lors d'une étude des étoiles émettant de fortes raies H-alpha, souvent des supergéantes bleues. Selon la mesure annuelle de sa parallaxe par le satellite Gaïa, l'étoile se situerait à ~1 148,45 al (~352,11 pc) de la Terre.

## Binaire

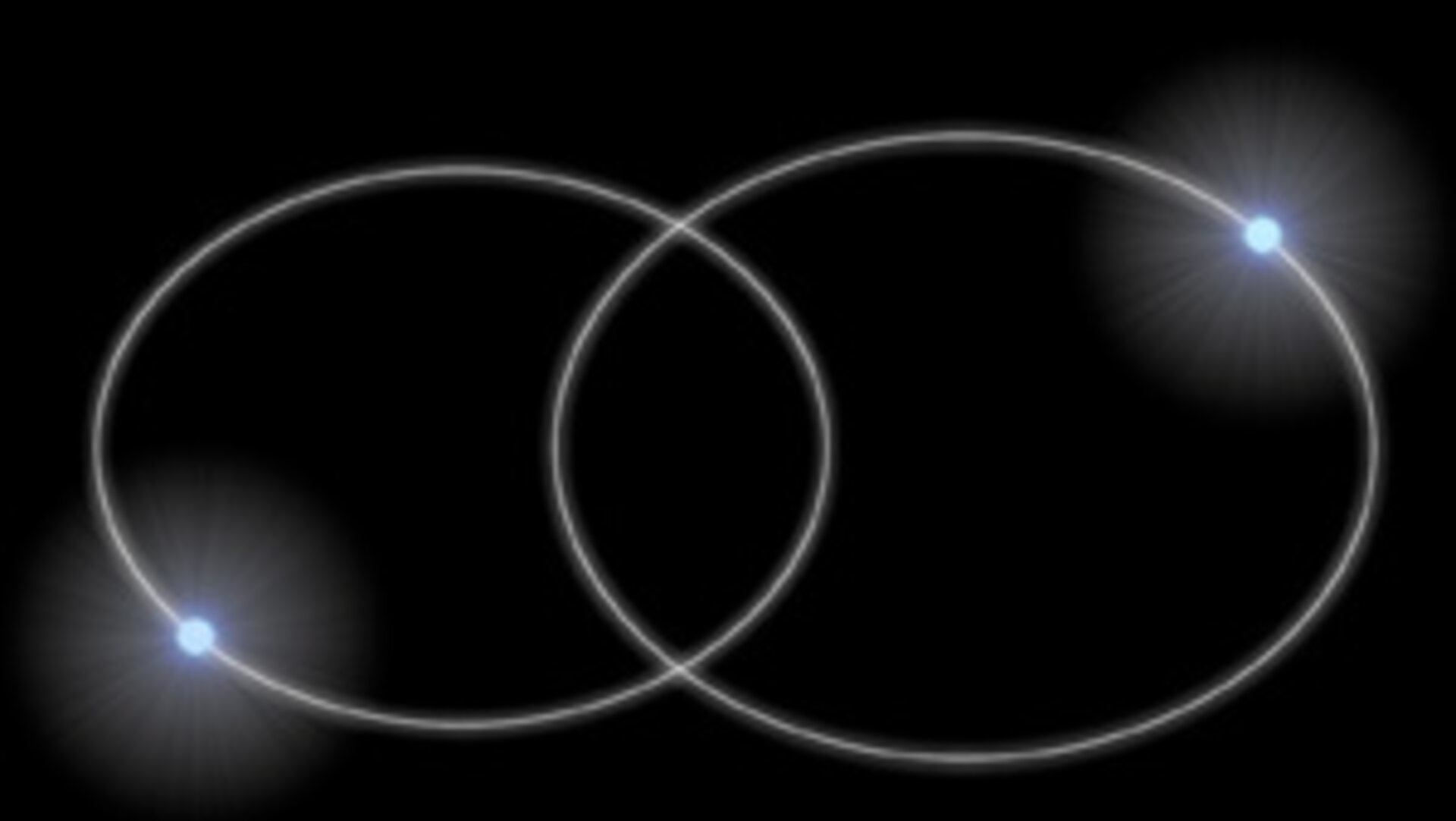
Vue d'artiste de la binaire.

L'émission radio de Schulte 9 laisse penser qu'il s'agit d'une binaire, en effet, son émission radio semble venir de la collision des vents stellaires créés par deux étoiles massives et non une, mais ses paramètre de mouvement propre ne coïncident pas avec une binaire. Pour résoudre ce problème, une équipe de scientifiques a étudié les données spectroscopiques enregistrées par le XMM-Newton et le Swift. En rayon-X, Schulte 9 semble être une binaire composée de deux supergéantes bleues de type spectral O (O5-5.5I pour la primaire, O3-4III pour la secondaire) de même masse et même luminosité, dont les vents stellaires entrent en collision avec une très longue période et une grande excentricité orbitale. Schulte 9 variant aussi dans la raie H-alpha et les rayons X, les scientifiques pensent que la binaire augmente en luminosité lorsque les deux étoiles se rapprochent. Une autre étude faite dans les ondes radio avec le  Expanded Very Large Array (EVLA) à des longueurs d'onde de 6 et 20 cm a montré que la binaire varie dans une période ultra-longue de 860.0 ± 3.7 jours.